# Cantonul Metz-Ville-4
Cantonul Metz-Ville-4 este un canton din arondismentul Metz-Ville, departamentul Moselle, regiunea Lorena, Franța.